# Zebrasoma xanthurum
Zebrasoma xanthurum — вид рифових риб з родини Acanthuridae. Вперше вид описав зоолог Едвард Бліт в 1852 році.

## Опис
Zebrasoma xanthurum виростають до максимальної довжини близько 25 см (9,8 дюйма). Їхні тіла мають фіолетовий колір з жовтим хвостом. Голови цих риб покриті чорними плямами, а збоку тіл деяких екземплярів проходять чорні горизонтальні лінії. Центр їхніх тіл іноді має темніший фіолетовий колір відносно решти їхніх тіл. На більшості зразків кінчики грудних плавників жовті.
Як і всі представники роду Zebrasoma, ці риби мають великі спинні та анальні плавці та розширену морду, яка використовується для видобутку водоростей у гірських породах. Коли спинний і анальний плавники повністю витягнуті, риба виглядає як диск.
Як типово для всіх риб цієї родини, вони мають гострі колючки з кожного боку основи хвоста, які використовуються для захисту.

## Поширення
Історично зазначалося, що Zebrasoma xanthurum зустрічаються лише в Червоному морі, але тепер стало зрозуміло, що це не зовсім так. Зараз риби знайдені в Аденській затоці, Перській затоці та Аравійському морі.

## Середовище існування
Ці риби, як правило, населяють екосистеми коралових рифів, де вони виявляють ниткоподібні водорості у рифі. Вони були знайдені на глибинах від 2 до 20 м (6,6 до 65,6 футів). Дорослі риби зазвичай плавають у мілинах, тоді як малі залишаються одинокими.